# 喀麥隆火山
喀麥隆火山是坐落於喀麥隆的活火山，位置鄰近幾內亞灣，當地將其名為「偉大的山」（Mongo ma Ndemi）。

## 外部連結
- 喀麥隆火山研究基金會